# Francisco Antonio Pinto

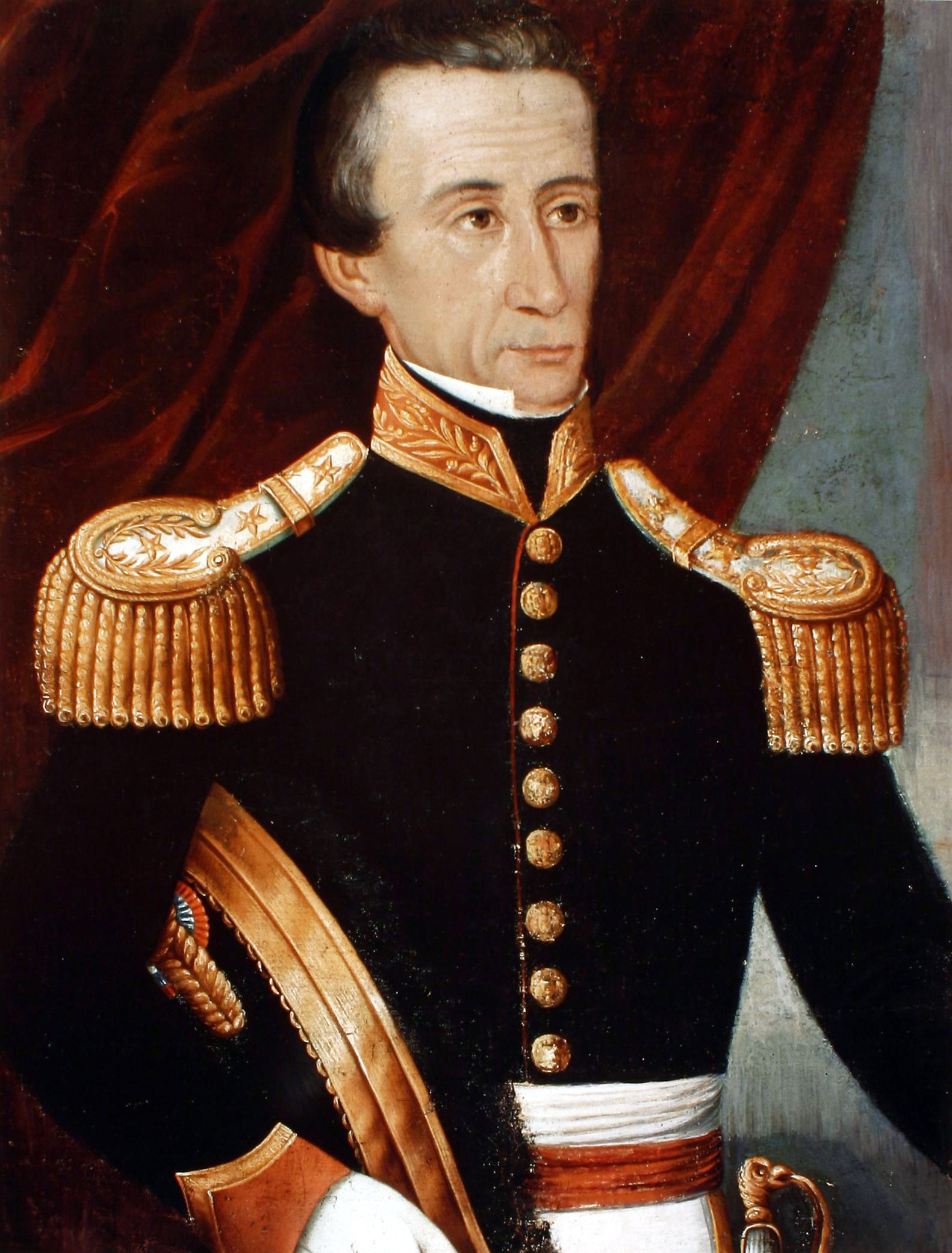
Francisco Antonio Pinto

Unterschrift Francesco Antonio Pintos

Francisco Antonio Pinto y Díaz de la Puente (* 23. Juli 1785 in Santiago de Chile, Vizekönigreich Peru; † 18. Juli 1858 ebenda, Chile) war ein portugiesisch-spanischer, chilenischer Politiker. Von 1827 bis 1829 amtierte er als Präsident seines Landes.

## Leben
Pinto studierte bis 1806 Rechtswissenschaften an der Real Universidad de San Felipe. Er war verheiratet mit Luisa de Garmendia y Aldunate, sein Sohn Aníbal Pinto Garmendia amtierte von 1876 bis 1891 als chilenischer Präsident, seine Tochter Enriqueta heiratete Manuel Bulnes Prieto, der von 1841 bis 1851 Präsident Chiles war.
Pinto widmete sich zunächst einem Leben als Geschäftsmann, das ihn häufiger nach Lima in Peru führte. Dort erreichte ihn 1811 auch die Nachricht von der chilenischen Unabhängigkeitserklärung durch die Erste Junta. Im darauffolgenden Jahr kehrte er nach Chile zurück und wurde von der Junta als diplomatischer Vertreter Chiles nach Buenos Aires in Argentinien entsandt. 1813 reiste er im Regierungsauftrag nach England, um bei den europäischen Mächten die politische Anerkennung der chilenischen Unabhängigkeit von Spanien zu erreichen. Bis 1824 unterstützte er den Unabhängigkeitskampf in Peru, zurückgekehrt nach Chile, übernahm er das Amt des Intendente von Coquimbo und amtierte als Innen- und Außenminister Chiles.
Am 8. Mai 1827 trat Präsident Ramón Freire y Serrano zurück und Pinto, der zu dieser Zeit Vizepräsident war, übernahm das Amt. Er sah sich einer schwierigen Situation gegenüber, da der politische Gegensatz zwischen den Liberalen, die den Regionen weitreichende Freiheiten überlassen wollten, und den Konservativen, die eine starke Zentralmacht befürworteten, sich immer mehr zuspitzte. Im Jahre 1828 trat eine verfassunggebende Versammlung zusammen, deren Vorschläge die Gemüter weiter erhitzten. Bei den Präsidentschaftswahlen sah sich Pinto durch die liberale Mehrheit im Kongress bestätigt, doch die Wahlen zum Vizepräsidenten ergaben ein Patt. Der Kongress berief den liberalen Joaquín Vicuña, woraufhin die Konservativen unter Führung von José Joaquín Prieto Vial die sogenannte Revolution von 1829 begannen. Im Angesicht einer politisch haltlosen Situation trat Pinto zurück und übergab das Amt – da kein allgemein akzeptierter Vizepräsident berufen war – verfassungskonform an den Präsidenten des Kongresses Francisco Ramón Vicuña Larraín.
Am anschließenden Bürgerkrieg zwischen Liberalen und Konservativen nahm Pinto nicht teil. Er zog sich ins Privatleben zurück. Erst als Prietos Nachfolger Manuel Bulnes Prieto, Francisco Pintos Schwiegersohn, ihn öffentlich rehabilitierte, trat er wieder ins öffentliche Rampenlicht. Ab 1843 vertrat er den Wahlkreis La Serena im Abgeordnetenhaus, dessen Vorsitz er dann auch übernahm. Von 1846 bis zu seinem Tode saß er außerdem im Senat und amtierte als dessen Präsident.